# Kleinower Ziegelei
Kleinower Ziegelei ist ein Wohnplatz der Gemeinde Plattenburg im Landkreis Prignitz
in Brandenburg.

## Geografische Lage

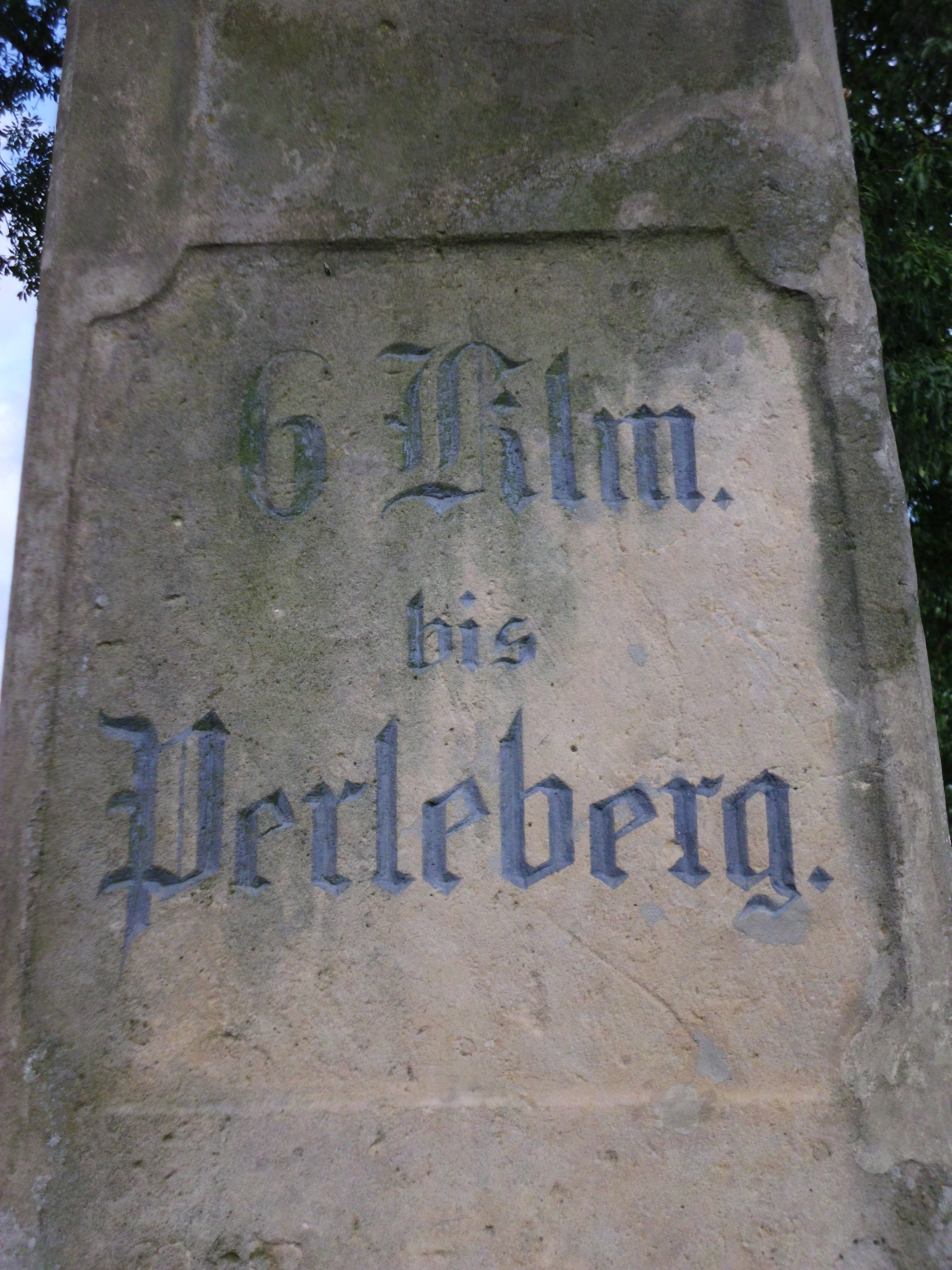
Kilometerstein an der B5

Der Wohnplatz liegt im Nordosten der Gemarkung und grenzt im Nordwesten an die Stadt Perleberg. Die Wohnbebauung erstreckt sich nördlich und südlich der Bundesstraße 5, die in diesem Bereich von Nordwesten kommend in südöstlicher Richtung verläuft. Die nördlich der Bundesstraße liegenden Flächen werden durch den Graben II/85 in den Jeetzbach entwässert, die südlich liegenden Flächen durch den Graben II/87 in den Ponitzer Wiesengraben, der seinerseits in den Jeetzbach entwässert. Das Gelände steigt von rund 34 m ü. NHN Metern im Nordosten auf rund 37 m ü. NHN Meter im Südosten leicht an.

## Geschichte
Die Siedlung entstand im Zuge des Baus der Chaussee zwischen Berlin und Hamburg, der heutigen Bundesstraße 5. Im Jahr 1840 ließen sich entlang der Straße ein Tischler und ein Schmiedemeister nieder. Die Ziegelei erschien erstmals im Jahr 1860 als eine von zehn Ausbauten zu Kleinow gehörig. Sie gehörte 1931 zur Gemeinde Kleinow und wurde dort bereits als Kleinower Ziegelei erwähnt. Im Jahr 1995 war Kleinower Ziegelei ein Ortsteil der Gemeinde Kleinow und kam mit dem freiwilligen Zusammenschluss zahlreicher ehemals selbständiger Gemeinden im Jahr 31. Dezember 2001 zur neu gegründeten Gemeinde Plattenburg. An Stelle der ehemaligen Ziegelei ist im Wohnplatz im Jahr 2024 eine Firma ansässig, die Dachbinder herstellt.